# Diskografie Flo Ridy
Toto je seznam vydané diskografie amerického rappera Flo Ridy.

## Alba

### Studiová alba
| Název                                                                                   | Detaily o albu                                                                                    | Umístění v hitparádách | Umístění v hitparádách | Umístění v hitparádách | Umístění v hitparádách | Umístění v hitparádách | Umístění v hitparádách | Umístění v hitparádách | Umístění v hitparádách | Umístění v hitparádách | Umístění v hitparádách | Prodeje       | Certifikace                                                 |
| Název                                                                                   | Detaily o albu                                                                                    | US                     | AUS                    | AUT                    | CAN                    | FRA                    | GER                    | IRL                    | NZ                     | SWI                    | UK                     | Prodeje       | Certifikace                                                 |
| --------------------------------------------------------------------------------------- | ------------------------------------------------------------------------------------------------- | ---------------------- | ---------------------- | ---------------------- | ---------------------- | ---------------------- | ---------------------- | ---------------------- | ---------------------- | ---------------------- | ---------------------- | ------------- | ----------------------------------------------------------- |
| Mail on Sunday                                                                          | - Vydáno: 20. března 2008 (US) - Vydavatelství: Poe Boy, Atlantic                                 | 4                      | 21                     | —                      | 4                      | 129                    | 50                     | 57                     | 14                     | 60                     | 29                     | - US: 450,000 | - ARIA: Gold - BPI: Gold - MC: Gold                         |
| R.O.O.T.S.                                                                              | - Vydáno: 31. března 2009 (US) - Vydavatelství: Poe Boy, Atlantic - Formats: CD, digital download | 8                      | 6                      | 21                     | 6                      | 25                     | 21                     | 13                     | 13                     | 14                     | 5                      | - US: 300,000 | - RIAA: Platinum - BPI: Gold - MC: Gold - RMNZ: 2× Platinum |
| Only One Flo (Part 1)                                                                   | - Vydáno: 24. listopadu 2010 (US) - Vydavatelství: Poe Boy, Atlantic                              | 107                    | 82                     | —                      | 70                     | —                      | —                      | —                      | —                      | —                      | 179                    | - US: 100,000 | - RMNZ: Gold                                                |
| Wild Ones                                                                               | - Vydáno: 3. července 2012 (US) - Vydavatelství: Poe Boy, Atlantic                                | 14                     | 5                      | 8                      | 1                      | 19                     | 16                     | 9                      | 6                      | 7                      | 8                      | - US: 320,000 | - ARIA: Gold - BPI: Gold - MC: Gold - RMNZ: 3× Platinum     |
| "—" značí, že se nahrávka neumístila v hitparádách nebo v tomto území ani nebyla vydána |                                                                                                   |                        |                        |                        |                        |                        |                        |                        |                        |                        |                        |               |                                                             |

## Extended play
| Název                                                                                   | Detaily o albu                                             | Umístění v hitparádách | Umístění v hitparádách | Umístění v hitparádách | Umístění v hitparádách | Umístění v hitparádách | Certifikace                    |
| Název                                                                                   | Detaily o albu                                             | US                     | AUS                    | CAN                    | NZ                     | UK                     | Certifikace                    |
| --------------------------------------------------------------------------------------- | ---------------------------------------------------------- | ---------------------- | ---------------------- | ---------------------- | ---------------------- | ---------------------- | ------------------------------ |
| iTunes Live: London Festival '09                                                        | - Vydáno: 15. července 2009 (US) - Vydavatelství: Atlantic | —                      | —                      | —                      | —                      | —                      |                                |
| Hits Mix                                                                                | - Vydáno: 1. prosince 2009 (US) - Vydavatelství: Atlantic  | —                      | —                      | —                      | —                      | —                      |                                |
| Good Feeling                                                                            | - Vydáno: 6. dubna 2012 (AUS) - Vydavatelství: Sony        | —                      | 12                     | —                      | 5                      | —                      |                                |
| My House                                                                                | - Vydáno: 7. dubna 2015 - Vydavatelství: Poe Boy, Atlantic | 14                     | —                      | 9                      | —                      | 114                    | - BPI: Silver - RMNZ: Platinum |
| "—" značí, že se nahrávka neumístila v hitparádách nebo v tomto území ani nebyla vydána |                                                            |                        |                        |                        |                        |                        |                                |

## Singly

### Jako hlavní umělec
| "Low" (feat. T-Pain)                                                                    | 2007 | 1  | 1  | 9  | 1  | 13 | 1  | 1  | 17 | 13 | 2   | - RIAA: Diamond - ARIA: 3× Platinum - BPI: 2× Platinum - BVMI: 5× Gold - IFPI SWI: Platinum - MC: 3× Platinum - RMNZ: 2× Platinum                                                      | Mail on Sunday        |
| "Elevator" (feat. Timbaland)                                                            | 2008 | 16 | 13 | 69 | 10 | 34 | 11 | 10 | 19 | 92 | 20  | - RIAA: Platinum - ARIA: Gold - MC: Gold | Mail on Sunday        |
| "In the Ayer" (feat. will.i.am)                                                         | 2008 | 9  | 19 | —  | 13 | 50 | 13 | 9  | 20 | —  | 29  | - RIAA: 2× Platinum - MC: Platinum | Mail on Sunday        |
| "Right Round" (feat. Kesha)                                                             | 2009 | 1  | 1  | 2  | 1  | 4  | 1  | 2  | 2  | 2  | 1   | - RIAA: 8× Platinum - ARIA: 3× Platinum - BPI: Platinum - BVMI: Platinum - IFPI AUT: Gold - IFPI SWI: Platinum - MC: 4× Platinum - RMNZ: Platinum                                      | R.O.O.T.S.            |
| "Shone" (feat. Pleasure P)                                                              | 2009 | 57 | —  | —  | 38 | —  | —  | —  | —  | —  | 144 | | R.O.O.T.S.            |
| "Sugar" (feat. Wynter Gordon)                                                           | 2009 | 5  | 20 | 28 | 8  | 37 | 14 | 26 | 31 | 40 | 18  | - RIAA: Platinum - RIAJ: Gold - BPI: Silver - MC: Gold | R.O.O.T.S.            |
| "Jump" (feat. Nelly Furtado)                                                            | 2009 | 54 | 18 | 34 | 32 | 27 | 26 | 33 | —  | —  | 21  | - RIAA: Gold | R.O.O.T.S.            |
| "Be on You" (feat. Ne-Yo)                                                               | 2009 | 19 | —  | —  | 61 | —  | —  | —  | —  | —  | 51  | - RIAA: Gold | R.O.O.T.S.            |
| "Available" (feat. Akon)                                                                | 2009 | —  | —  | —  | 89 | —  | —  | —  | —  | —  | —   | | R.O.O.T.S.            |
| "Club Can't Handle Me" (feat. David Guetta)                                             | 2010 | 9  | 3  | 3  | 4  | 4  | 1  | 3  | 11 | 3  | 1   | - RIAA: 3× Platinum - ARIA: 3× Platinum - BPI: 2× Platinum - BVMI: 3× Gold - IFPI SWI: Platinum - MC: 3× Platinum - RMNZ: Gold                                                         | Only One Flo (Part 1) |
| "Turn Around (5, 4, 3, 2, 1)"                                                           | 2010 | 98 | 12 | 7  | 46 | 8  | 36 | 33 | 54 | 21 | 41  | - ARIA: 2× Platinum - BVMI: Gold | Only One Flo (Part 1) |
| "Who Dat Girl" (feat. Akon)                                                             | 2011 | 29 | 10 | 45 | 16 | —  | —  | —  | —  | —  | 64  | - ARIA: Platinum - MC: Platinum | Only One Flo (Part 1) |
| "Good Feeling"                                                                          | 2011 | 3  | 4  | 1  | 2  | 1  | 1  | 5  | 4  | 3  | 1   | - RIAA: 5× Platinum - ARIA: 5× Platinum - BPI: 2× Platinum - BVMI: Platinum - IFPI AUT: Platinum - IFPI SWE: 4× Platinum - IFPI SWI: 2× Platinum - MC: 5× Platinum - RMNZ: 2× Platinum | Wild Ones             |
| "Wild Ones" (feat. Sia)                                                                 | 2011 | 5  | 1  | 2  | 1  | 6  | 3  | 1  | 3  | 3  | 4   | - RIAA: 5× Platinum - ARIA: 7× Platinum - BPI: 2× Platinum - BVMI: Gold - IFPI AUT: Platinum - IFPI SWE: 5× Platinum - IFPI SWI: Platinum - MC: 5× Platinum - RMNZ: 2× Platinum        | Wild Ones             |
| "Whistle"                                                                               | 2012 | 1  | 1  | 2  | 1  | 2  | 1  | 1  | 1  | 1  | 2   | - RIAA: 5× Platinum - ARIA: 7× Platinum - BPI: 2× Platinum - BVMI: 3× Gold - IFPI AUT: Platinum - IFPI SWE: 5× Platinum - IFPI SWI: Platinum - MC: 5× Platinum - RMNZ: 2× Platinum     | Wild Ones             |
| "I Cry"                                                                                 | 2012 | 6  | 3  | 6  | 9  | 10 | 12 | 4  | 17 | 9  | 3   | - RIAA: 2× Platinum - ARIA: 3× Platinum - BPI: Platinum - BVMI: Gold - IFPI SWI: Platinum - MC: 2× Platinum - RMNZ: Platinum                                                           | Wild Ones             |
| "Let It Roll"                                                                           | 2013 | —  | 7  | 6  | 23 | 24 | 34 | 18 | —  | —  | 17  | - IFPI AUT: Gold | Wild Ones             |
| "Can't Believe It" (feat. Pitbull)                                                      | 2013 | —  | 7  | 16 | 26 | 4  | 19 | 36 | —  | 19 | —   | - ARIA: Gold | Singly bez alb        |
| "How I Feel"                                                                            | 2013 | 96 | 20 | 6  | 57 | 24 | 31 | —  | —  | 24 | 8   | - ARIA: Gold | Singly bez alb        |
| "G.D.F.R." (feat. Sage the Gemini a Lookas)                                             | 2014 | 8  | 36 | 12 | 10 | 7  | 15 | 21 | 12 | 23 | 3   | - RIAA: 4× Platinum - ARIA: Gold - BPI: Platinum - BVMI: Platinum - MC: Platinum - RMNZ: Gold                                                                                          | My House              |
| "I Don't Like It, I Love It" (feat. Robin Thicke a Verdine White)                       | 2015 | 43 | 17 | 7  | 30 | 19 | 8  | 8  | 33 | 25 | 7   | - RIAA: Platinum - ARIA: Platinum - BPI: Platinum - BVMI: Gold - RMNZ: Platinum | My House              |
| "My House"                                                                              | 2015 | 4  | 6  | 8  | 5  | 16 | 40 | 12 | 4  | 15 | 59  | - RIAA: 6× Platinum - ARIA: 2× Platinum - BPI: Platinum - BVMI: Platinum - GLF: Platinum - RMNZ: 2× Platinum                                                                           | My House              |
| "Hello Friday" (feat. Jason Derulo)                                                     | 2016 | 79 | 36 | —  | —  | —  | —  | —  | —  | —  | 198 | | Singly bez alb        |
| "Cake" (feat. 99 Percent)                                                               | 2016 | 73 | —  | —  | —  | —  | —  | —  | —  | —  | —   | - RIAA: Gold | Singly bez alb        |
| "Zillionaire"                                                                           | 2016 | —  | —  | —  | —  | —  | —  | —  | —  | —  | 174 | | Singly bez alb        |
| "Hola" (feat. Maluma)                                                                   | 2017 | —  | 81 | —  | —  | —  | —  | —  | —  | 60 | —   | | Singly bez alb        |
| "Dancer"                                                                                | 2018 | —  | —  | —  | —  | —  | —  | —  | —  | 72 | —   | | Singly bez alb        |
| "Sweet Sensation"                                                                       | 2018 | —  | —  | —  | —  | —  | —  | —  | —  | —  | —   | | Singly bez alb        |
| "In My Mind, Part 3" (feat. Georgi Kay)                                                 | 2018 | —  | —  | —  | —  | —  | —  | —  | —  | —  | —   | | Singly bez alb        |
| "Snack" (feat. E-40 a Sage the Gemini)                                                  | 2019 | —  | —  | —  | —  | —  | —  | —  | —  | —  | —   | | Singly bez alb        |
| "Summer's Not Ready" (feat. Inna a Timmy Trumpet)                                       | 2021 | —  | —  | —  | —  | —  | —  | —  | —  | —  | —   | | Singly bez alb        |
| "Wait"                                                                                  | 2021 | —  | —  | —  | —  | —  | —  | —  | —  | —  | —   | | Singly bez alb        |
| "What a Night"                                                                          | 2022 | —  | —  | —  | —  | —  | —  | —  | —  | —  | —   | | Singly bez alb        |
| "No Bad Days"                                                                           | 2022 | —  | —  | —  | —  | —  | —  | —  | —  | —  | —   | | Singly bez alb        |
| "High Heels" (feat. Walker Hayes)                                                       | 2022 | —  | —  | —  | —  | —  | —  | —  | —  | —  | —   | | Singly bez alb        |
| "Good Girls on Vacation"                                                                | 2023 | —  | —  | —  | —  | —  | —  | —  | —  | —  | —   | | Singly bez alb        |
| "Feels Right (I Love It)" (feat. Brian Kelley)                                          | 2024 | —  | —  | —  | —  | —  | —  | —  | —  | —  | —   | | Singly bez alb        |
| "When I Grow Up (Young, Wild & Free)" (feat. Alan Walker)                               | 2024 | —  | —  | —  | —  | —  | —  | —  | —  | —  | —   | | Singly bez alb        |
| "Confessions" (feat. Paul Russell, Enhypen's Heeseung a Jake)                           | 2025 | —  | —  | —  | —  | —  | —  | —  | —  | —  | —   | | Singly bez alb        |
| "—" značí, že se nahrávka neumístila v hitparádách nebo v tomto území ani nebyla vydána |      |    |    |    |    |    |    |    |    |    |     | |                       |

### Jako vedlejší umělec
| Název                                                                                   | Rok  | Umístění v hitparádách | Umístění v hitparádách | Umístění v hitparádách | Umístění v hitparádách | Umístění v hitparádách | Umístění v hitparádách | Umístění v hitparádách | Umístění v hitparádách | Umístění v hitparádách | Umístění v hitparádách | Certifikace | Album                                  |
| Název                                                                                   | Rok  | US                     | AUS                    | AUT                    | CAN                    | FRA                    | GER                    | IRL                    | NZ                     | SWI                    | UK                     | Certifikace | Album                                  |
| --------------------------------------------------------------------------------------- | ---- | ---------------------- | ---------------------- | ---------------------- | ---------------------- | ---------------------- | ---------------------- | ---------------------- | ---------------------- | ---------------------- | ---------------------- | --- | -------------------------------------- |
| "Move Shake Drop" (DJ Laz feat. Flo Rida, Casely a Pitbull)                             | 2008 | 56                     | —                      | —                      | —                      | —                      | —                      | —                      | —                      | —                      | —                      | | Category 6                             |
| "We Break the Dawn (Part 2)" (Michelle Williams feat. Flo Rida)                         | 2008 | —                      | —                      | —                      | —                      | —                      | —                      | —                      | —                      | —                      | —                      | | Unexpected                             |
| "Running Back" (Jessica Mauboy feat. Flo Rida)                                          | 2008 | —                      | 3                      | —                      | —                      | —                      | —                      | —                      | —                      | —                      | —                      | - ARIA: 2× Platinum | Been Waiting                           |
| "Just Know Dat" (Brisco feat. Lil Wayne a Flo Rida)                                     | 2008 | —                      | —                      | —                      | —                      | —                      | —                      | —                      | —                      | —                      | —                      | | Street Medicine                        |
| "Feel It" (DJ Felli Fel feat. T-Pain, Sean Paul, Flo Rida a Pitbull)                    | 2009 | —                      | —                      | —                      | —                      | —                      | —                      | —                      | —                      | —                      | —                      | | Singly bez alb                         |
| "Sunshine" (Phyllisia feat. Ne-Yo a Flo Rida)                                           | 2009 | —                      | —                      | —                      | —                      | —                      | —                      | —                      | —                      | —                      | —                      | | Singly bez alb                         |
| "Good Girls Like Bad Boys" (Jadyn Maria feat. Flo Rida)                                 | 2009 | —                      | —                      | —                      | —                      | —                      | —                      | —                      | —                      | —                      | —                      | | Singly bez alb                         |
| "Cause a Scene" (Teairra Marí feat. Flo Rida)                                           | 2009 | —                      | —                      | —                      | —                      | —                      | —                      | —                      | —                      | —                      | —                      | | Singly bez alb                         |
| "Ruff Me Up" (Brooke Hogan feat. Flo Rida)                                              | 2009 | —                      | —                      | —                      | —                      | —                      | —                      | —                      | —                      | —                      | —                      | | The Redemption                         |
| "Come Alive" (Masha K feat. Flo Rida)                                                   | 2009 | —                      | —                      | —                      | —                      | —                      | —                      | —                      | —                      | —                      | —                      | | Singl bez alb                          |
| "Bad Boys" (Alexandra Burke feat. Flo Rida)                                             | 2009 | —                      | —                      | 22                     | —                      | —                      | 14                     | 1                      | —                      | 12                     | 1                      | - BPI: Platinum | Overcome                               |
| "Drop That" (Mista Mac feat. Flo Rida, Brisco a Ball Greezy)                            | 2009 | —                      | —                      | —                      | —                      | —                      | —                      | —                      | —                      | —                      | —                      | | Live from the 305                      |
| "Feelin' on My A" (Dear Jayne feat. Flo Rida)                                           | 2009 | —                      | —                      | —                      | —                      | —                      | —                      | —                      | —                      | —                      | —                      | | Singl bez alb                          |
| "Kick It Out" (Boom Boom Satellites feat. Tahj Mowry a Flo Rida)                        | 2009 | —                      | —                      | —                      | —                      | —                      | —                      | —                      | —                      | —                      | —                      | | Remixed                                |
| "Candy Girl (Sugar Sugar)" (Inner Circle feat. Flo Rida)                                | 2009 | —                      | —                      | —                      | —                      | —                      | —                      | —                      | —                      | —                      | —                      | | State of da World                      |
| "Dance with Me" (Aaron Carter feat. Flo Rida)                                           | 2009 | —                      | —                      | —                      | —                      | —                      | —                      | —                      | —                      | —                      | —                      | | Singly bez alb                         |
| "What Girls Like" (Smokey feat. Flo Rida a Git Fresh)                                   | 2010 | —                      | —                      | —                      | —                      | —                      | —                      | —                      | —                      | —                      | —                      | | Singly bez alb                         |
| "Drop" (Ultimate feat. Flo Rida a Git Fresh)                                            | 2010 | —                      | —                      | —                      | —                      | —                      | —                      | —                      | —                      | —                      | —                      | | Singly bez alb                         |
| "Dancin' for Me" (J. Lewis feat. Flo Rida)                                              | 2010 | —                      | —                      | —                      | —                      | —                      | —                      | —                      | —                      | —                      | —                      | | Singly bez alb                         |
| "Caught Me Slippin" (Starboy Nathan feat. Flo Rida)                                     | 2010 | —                      | —                      | —                      | —                      | —                      | —                      | —                      | —                      | —                      | —                      | | 3D – Determination, Dedication, Desire |
| "iYiYi" (Cody Simpson feat. Flo Rida)                                                   | 2010 | —                      | 19                     | —                      | 73                     | —                      | —                      | —                      | 29                     | —                      | —                      | - ARIA: Gold - MC: Gold | 4 U                                    |
| "Let Me Show U" (Wesley feat. Flo Rida)                                                 | 2010 | —                      | —                      | —                      | —                      | —                      | —                      | —                      | —                      | —                      | —                      | | Singl bez alb                          |
| "You Make the Rain Fall" (Kevin Rudolf feat. Flo Rida)                                  | 2010 | —                      | —                      | —                      | 59                     | —                      | —                      | —                      | —                      | —                      | —                      | | To the Sky                             |
| "Higher" (The Saturdays feat. Flo Rida)                                                 | 2010 | —                      | —                      | —                      | —                      | —                      | —                      | 11                     | —                      | —                      | 10                     | - BPI: Platinum | Headlines!                             |
| "SMH (Shakin' My Head)" (Detail feat. Flo Rida)                                         | 2010 | —                      | —                      | —                      | —                      | —                      | —                      | —                      | —                      | —                      | —                      | | Singly bez alb                         |
| "Dance with Me" (Justice Crew feat. Flo Rida)                                           | 2011 | —                      | 44                     | —                      | —                      | —                      | —                      | —                      | —                      | —                      | —                      | - ARIA: Gold | Singly bez alb                         |
| "Anywhere" (Kevin Lyttle feat. Flo Rida)                                                | 2011 | —                      | —                      | —                      | —                      | —                      | —                      | —                      | —                      | —                      | —                      | | Singly bez alb                         |
| "Where Them Girls At" (David Guetta feat. Flo Rida a Nicki Minaj)                       | 2011 | 14                     | 6                      | 3                      | 3                      | 4                      | 5                      | 5                      | 6                      | 3                      | 3                      | - RIAA: Platinum - ARIA: 2× Platinum - BPI: 2× Platinum - BVMI: 3× Gold - IFPI AUT: Gold - IFPI SWI: Platinum - RMNZ: Gold                | Nothing but the Beat                   |
| "I'm Alright" (Jean-Roch feat. Flo Rida a Kat DeLuna)                                   | 2011 | —                      | —                      | —                      | —                      | 33                     | —                      | —                      | —                      | —                      | —                      | | Music Saved My Life                    |
| "Club Rocker" (Inna feat. Flo Rida)                                                     | 2011 | —                      | —                      | 14                     | —                      | 32                     | 55                     | —                      | —                      | 64                     | —                      | | I Am the Club Rocker                   |
| "Hangover" (Taio Cruz feat. Flo Rida)                                                   | 2011 | 62                     | 3                      | 1                      | 13                     | 8                      | 2                      | 22                     | 10                     | 1                      | 27                     | - ARIA: 4× Platinum - BVMI: 2× Platinum - RMNZ: Gold - IFPI AUT: 2× Platinum - IFPI SWI: 3× Platinum - BPI: Silver                        | TY.O                                   |
| "Take Over" (Mizz Nina feat. Flo Rida)                                                  | 2011 | —                      | —                      | —                      | —                      | —                      | —                      | —                      | —                      | —                      | —                      | | Take Over                              |
| "Baby It's the Last Time" (R.J. feat. Flo Rida a Qwote)                                 | 2012 | —                      | —                      | 59                     | —                      | —                      | 93                     | —                      | —                      | —                      | —                      | | Singly bez alb                         |
| "I'm Tired" (Phyllisia feat. Flo Rida)                                                  | 2012 | —                      | —                      | —                      | —                      | —                      | —                      | —                      | —                      | —                      | —                      | | Singly bez alb                         |
| "Quiero Creer" (Beto Cuevas feat. Flo Rida)                                             | 2012 | —                      | —                      | —                      | —                      | —                      | —                      | —                      | —                      | —                      | —                      | | Transformación                         |
| "Goin' In" (Jennifer Lopez feat. Flo Rida)                                              | 2012 | —                      | —                      | 58                     | 54                     | —                      | 67                     | —                      | —                      | —                      | —                      | | Dance Again... the Hits                |
| "Get Low" (Waka Flocka Flame feat. Nicki Minaj, Tyga a Flo Rida)                        | 2012 | 72                     | —                      | —                      | 58                     | —                      | —                      | —                      | —                      | —                      | —                      | | Triple F Life: Fans, Friends & Family  |
| "Troublemaker" (Olly Murs feat. Flo Rida)                                               | 2012 | 25                     | 4                      | 3                      | 15                     | 9                      | 2                      | 3                      | 5                      | 8                      | 1                      | - RIAA: Platinum - ARIA: 3× Platinum - BPI: 2× Platinum - BVMI: Gold - IFPI AUT: Gold - IFPI SWI: Gold - MC: 2× Platinum - RMNZ: Platinum | Right Place Right Time                 |
| "Change Your Life" (Far East Movement feat. Flo Rida a Sidney Samson)                   | 2012 | —                      | 60                     | —                      | 91                     | —                      | —                      | —                      | —                      | —                      | —                      | | Dirty Bass                             |
| "Say You're Just a Friend" (Austin Mahone feat. Flo Rida)                               | 2012 | —                      | —                      | —                      | —                      | —                      | —                      | —                      | —                      | —                      | —                      | - RIAA: Gold | Extended Play                          |
| "Sing La La La" (Carolina Márquez feat. Flo Rida a Dale Saunders)                       | 2013 | —                      | —                      | 44                     | —                      | 60                     | 82                     | —                      | —                      | 70                     | —                      | | Singl bez alb                          |
| "Danse" (Tal feat. Flo Rida)                                                            | 2013 | —                      | —                      | —                      | —                      | 33                     | —                      | —                      | —                      | —                      | —                      | | À l'Infini                             |
| "Ride" (J Rand feat. Flo Rida and T-Pain)                                               | 2013 | —                      | —                      | —                      | —                      | —                      | —                      | —                      | —                      | —                      | —                      | | Singly bez alb                         |
| "I Don't Mind" (Timati feat. Flo Rida)                                                  | 2013 | —                      | —                      | —                      | —                      | —                      | —                      | —                      | —                      | —                      | —                      | | Singly bez alb                         |
| "One Night Stand" (TWiiNS feat. Flo Rida)                                               | 2013 | —                      | —                      | —                      | —                      | —                      | —                      | —                      | —                      | —                      | —                      | | Singly bez alb                         |
| "There Goes My Baby" (Enrique Iglesias feat. Flo Rida)                                  | 2014 | —                      | —                      | —                      | —                      | —                      | —                      | 26                     | —                      | —                      | 50                     | | Sex and Love                           |
| "Tonight Belongs to U!" (Jeremih feat. Flo Rida)                                        | 2015 | —                      | —                      | —                      | —                      | 73                     | —                      | —                      | —                      | —                      | 80                     | | Singly bez alb                         |
| "At Night" (Liz Elias feat. Flo Rida)                                                   | 2016 | —                      | —                      | —                      | —                      | —                      | —                      | —                      | —                      | —                      | —                      | | Singly bez alb                         |
| "Greenlight" (Pitbull feat. Flo Rida a LunchMoney Lewis)                                | 2016 | 95                     | —                      | —                      | —                      | —                      | 90                     | 17                     | —                      | —                      | —                      | | Climate Change                         |
| "Champagne On Me" (Lotus feat. Arlissa a Flo Rida)                                      | 2017 | —                      | —                      | —                      | —                      | —                      | —                      | —                      | —                      | —                      | —                      | | Singly bez alb                         |
| "Right On Time" (Ray J feat. Flo Rida, Brandy a Designer Doubt)                         | 2018 | —                      | —                      | —                      | —                      | —                      | —                      | —                      | —                      | —                      | —                      | | Singly bez alb                         |
| "Adrenalina" (Senhit feat. Flo Rida)                                                    | 2021 | —                      | —                      | —                      | —                      | —                      | —                      | —                      | —                      | —                      | 99                     | | Singly bez alb                         |
| "—" značí, že se nahrávka neumístila v hitparádách nebo v tomto území ani nebyla vydána |      |                        |                        |                        |                        |                        |                        |                        |                        |                        |                        | |                                        |

### Promo singly
| Název                                                                                   | Rok  | Umístění v hitparádách | Umístění v hitparádách | Umístění v hitparádách | Umístění v hitparádách | Album                     |
| Název                                                                                   | Rok  | US                     | US R&B                 | CAN                    | UK                     | Album                     |
| --------------------------------------------------------------------------------------- | ---- | ---------------------- | ---------------------- | ---------------------- | ---------------------- | ------------------------- |
| "Birthday"                                                                              | 2007 | —                      | 107                    | —                      | —                      | Mail on Sunday            |
| "Radio"                                                                                 | 2007 | —                      | —                      | —                      | —                      | Mail on Sunday            |
| "Roll" (feat. Sean Kingston)                                                            | 2008 | 61                     | —                      | 43                     | —                      | Mail on Sunday            |
| "Touch Me"                                                                              | 2009 | —                      | —                      | —                      | —                      | R.O.O.T.S.                |
| "Balla" (feat. Brisco a Billy Blue)                                                     | 2009 | —                      | —                      | —                      | —                      | R.O.O.T.S.                |
| "Good Girls Go Bad" (Frank E Remix) (Cobra Starship feat. Flo Rida)                     | 2009 | —                      | —                      | —                      | —                      | Hot Mess                  |
| "Come with Me"                                                                          | 2010 | —                      | 115                    | —                      | —                      | Only One Flo (Part 1)     |
| "Turn Around, Pt. 2" (feat. Pitbull)                                                    | 2011 | —                      | —                      | —                      | —                      | Pařba v Bangkoku          |
| "In the Dark" (Remix) (Dev feat. Flo Rida)                                              | 2011 | —                      | —                      | —                      | —                      | The Night the Sun Came Up |
| "Tell Me When You Ready" (feat. Future)                                                 | 2013 | —                      | —                      | 93                     | —                      | Singl bez alb             |
| "Sweet Spot" (feat. Jennifer Lopez)                                                     | 2013 | —                      | —                      | —                      | —                      | Wild Ones                 |
| "Rear View" (feat. August Alsina)                                                       | 2014 | —                      | —                      | —                      | —                      | Singl bez alb             |
| "That's What I Like" (feat. Fitz)                                                       | 2015 | —                      | —                      | —                      | —                      | My House                  |
| "Dirty Mind" (feat. Sam Martin)                                                         | 2015 | —                      | —                      | —                      | —                      | Singly bez alb            |
| "Who's with Me"                                                                         | 2016 | —                      | —                      | —                      | —                      | Singly bez alb            |
| "Game Time" (feat. Sage the Gemini)                                                     | 2017 | —                      | —                      | —                      | —                      | Singly bez alb            |
| "—" značí, že se nahrávka neumístila v hitparádách nebo v tomto území ani nebyla vydána |      |                        |                        |                        |                        |                           |

## Další umístěné písně
| Název                                                                                   | Rok  | Umístění v hitparádách | Umístění v hitparádách | Umístění v hitparádách | Umístění v hitparádách | Umístění v hitparádách | Umístění v hitparádách | Umístění v hitparádách | Certifikace  | Album     |
| Název                                                                                   | Rok  | US Bub.                | AUS                    | AUT                    | CAN                    | GER                    | SWI                    | UK                     | Certifikace  | Album     |
| --------------------------------------------------------------------------------------- | ---- | ---------------------- | ---------------------- | ---------------------- | ---------------------- | ---------------------- | ---------------------- | ---------------------- | ------------ | --------- |
| "Starstruck" (Lady Gaga feat. Space Cowboy a Flo Rida)                                  | 2008 | 7                      | —                      | —                      | 74                     | —                      | —                      | 191                    | - ARIA: Gold | The Fame  |
| "Run" (feat. Redfoo)                                                                    | 2012 | —                      | 44                     | —                      | 29                     | —                      | —                      | —                      |              | Wild Ones |
| "In My Mind (Part 2)" (feat. Georgi Kay)                                                | 2012 | —                      | 44                     | —                      | —                      | —                      | —                      | —                      |              | Wild Ones |
| "Let It Roll (Part 2)" (feat. Lil Wayne)                                                | 2012 | —                      | 77                     | —                      | —                      | —                      | —                      | —                      |              | Wild Ones |
| "Here It Is" (feat. Chris Brown)                                                        | 2015 | —                      | —                      | —                      | —                      | 94                     | 50                     | —                      |              | My House  |
| "—" značí, že se nahrávka neumístila v hitparádách nebo v tomto území ani nebyla vydána |      |                        |                        |                        |                        |                        |                        |                        |              |           |

## Spolu umělec
| Název                          | Rok  | Další umělec | Album                              |
| ------------------------------ | ---- | --- | ---------------------------------- |
| "Bitch I'm from Dade County"   | 2007 | DJ Khaled, Trick Daddy, Trina, Rick Ross, Brisco, C-Ride, Dre                                                                                             | We the Best                        |
| "Speedin'" (We The Best Remix) | 2007 | Rick Ross, R. Kelly, DJ Khaled, Plies, Birdman, Busta Rhymes, DJ Drama, Webbie, Gorilla Zoe, Fat Joe, Torch, Gunplay, DJ Bigga Rankin', Brisco, Lil Wayne | žádné                              |
| "Street Money"                 | 2008 | Rick Ross | Trilla                             |
| "Liar Liar"                    | 2008 | Girlicious | Girlicious                         |
| "Starstruck"                   | 2008 | Lady Gaga, Space Cowboy | The Fame                           |
| "Go Ahead"                     | 2008 | DJ Khaled, Fabolous, Lloyd, Rick Ross, Fat Joe | We Global                          |
| "Love for Money"               | 2009 | DJ Drama, Trey Songz, Willie the Kid, Gucci Mane, La the Darkman, Yung Joc, Bun B                                                                         | Gangsta Grillz: The Album (Vol. 2) |
| "Baby Makin' *****"            | 2009 | Mike Epps | Funny Bidness: Da Album            |
| "Written on Her" (Remix)       | 2009 | Birdman, Jay Sean, Mack Maine | Priceless                          |
| "Intro" / "Sweet Dreams"       | 2009 | Brianna Perry | The Graduation                     |
| "Rewind"                       |      | Brianna Perry | The Graduation                     |
| "I Know You Got a Man"         | 2010 | Ludacris | Battle of the Sexes                |
| "Heartbreaker"                 | 2010 | G-Dragon | Shine a Light                      |
| "Go Crazy"                     | 2010 | Pitbull, Lil Jon, Krave | Mr. Worldwide                      |
| "White Girl"                   | 2010 | Trina, Git Fresh | Amazin'                            |
| "Replay" (Remix)               | 2010 | Iyaz | Replay                             |
| "We Found Love" (Remix)        | 2011 | Rihanna, Calvin Harris | žádné                              |
| "Bad Bitches Only"             | 2013 | Brisco, Whyl Chyl | žádné                              |
| "Sunshine"                     | 2013 | Limp Bizkit, Birdman, Caskey | Rich Gang                          |
| "Whatever"                     | 2014 | Gorilla Zoe | Recovery                           |
| "There Goes My Baby"           | 2014 | Enrique Iglesias | Sex and Love                       |
| "Got Me Runnin' Round"         | 2014 | Nickelback | No Fixed Address                   |
| "Heels On" (Remix)             | 2014 | Lady Saw | Alter Ego                          |
| "Booty Grande"                 | 2018 | De La Ghetto | Mi Movimiento                      |
| "You Don't Know Me"            | 2018 | Sigala, Shaun Frank, Delaney Jane | Brighter Days                      |
| "Ocupado"                      | 2019 | Pitbull, Yomil y El Dany | Libertad 548                       |
| "Bouncy House"                 | 2021 | žádné | Tom & Jerry                        |

## Videoklipy

### Jako hlavní umělec
| Název                                       | Rok  | Režisér               |
| ------------------------------------------- | ---- | --------------------- |
| "Low" (feat. T-Pain)                        | 2007 | Bernard Gourley       |
| "Elevator" (feat. Timbaland)                | 2008 | Gil Green             |
| "In the Ayer" (feat. will.i.am)             | 2008 | Shane Drake           |
| "Right Round" (feat. Kesha)                 | 2009 | Malcolm Jones         |
| "Shone" (feat. Pleasure P)                  | 2009 | Zollo                 |
| "Sugar" (feat. Wynter Gordon)               | 2009 | Shane Drake           |
| "Available" (feat. Akon)                    | 2009 | David Rousseau        |
| "Jump" (feat. Nelly Furtado)                | 2009 | Chris Robinson        |
| "Club Can't Handle Me" (feat. David Guetta) | 2010 | Marc Klasfeld         |
| "Turn Around (5, 4, 3, 2, 1)"               | 2010 | Dale Resteghini       |
| "Who Dat Girl" (feat. Akon)                 | 2011 | Ray Kay               |
| "Good Feeling"                              | 2011 | Erik White            |
| "Wild Ones" (feat. Sia)                     | 2011 | Erik White            |
| "Whistle"                                   | 2012 | Marc Klasfeld         |
| "I Cry"                                     | 2012 | Marc Klasfeld         |
| "Hey Jasmin"                                | 2012 | Wuz Good              |
| "Let It Roll"                               | 2013 | Jessy Terrero         |
| "Can't Believe It" (feat. Pitbull)          | 2013 | Geremy & Georgie Legs |
| "How I Feel"                                | 2013 | Shane Drake           |
| "G.D.F.R." (feat. Sage the Gemini a Lookas) | 2014 | Malcolm Jones         |
| "My House"                                  | 2015 | Alex Acosta           |
| "Once in a Lifetime"                        | 2015 | Jon J                 |
| "Hello Friday"                              | 2016 | Alex Acosta           |
| "Snack" (feat. E-40 a Sage the Gemini)      | 2019 | Alex Acosta           |

### Jako vedlejší umělec
| Název                                                             | Rok  | Režisér         |
| ----------------------------------------------------------------- | ---- | --------------- |
| "Move Shake Drop" (DJ Laz feat. Flo Rida a Casely)                | 2008 | žádné           |
| "Running Back" (Jessica Mauboy feat. Flo Rida)                    | 2008 | Fin Edquist     |
| "Good Girls Like Bad Boys" (Jadyn Maria feat. Flo Rida)           | 2009 | Claire Carre    |
| "Bad Boys" (Alexandra Burke feat. Flo Rida)                       | 2009 | Bryan Barber    |
| "Dancin' for Me" (J. Lewis feat. Flo Rida)                        | 2010 | Jeffrey Elmont  |
| "You Make the Rain Fall" (Kevin Rudolf feat. Flo Rida)            | 2010 | Alex Moors      |
| "Higher" (The Saturdays feat. Flo Rida)                           | 2010 | Taylor Cohen    |
| "Where Them Girls At" (David Guetta feat. Flo Rida a Nicki Minaj) | 2011 | Dave Meyers     |
| "Hangover" (Taio Cruz feat. Flo Rida)                             | 2011 | Martin Weisz    |
| "I'm Tired" (Phyllisa feat. Flo Rida)                             | 2012 | Kwame Kandekore |
| "Troublemaker" (Olly Murs feat. Flo Rida)                         | 2012 | Michael Baldwin |
| "I Don't Mind" (Timati feat. Flo Rida)                            | 2013 | Pavel Khudyakov |